# Lynx boréal en France

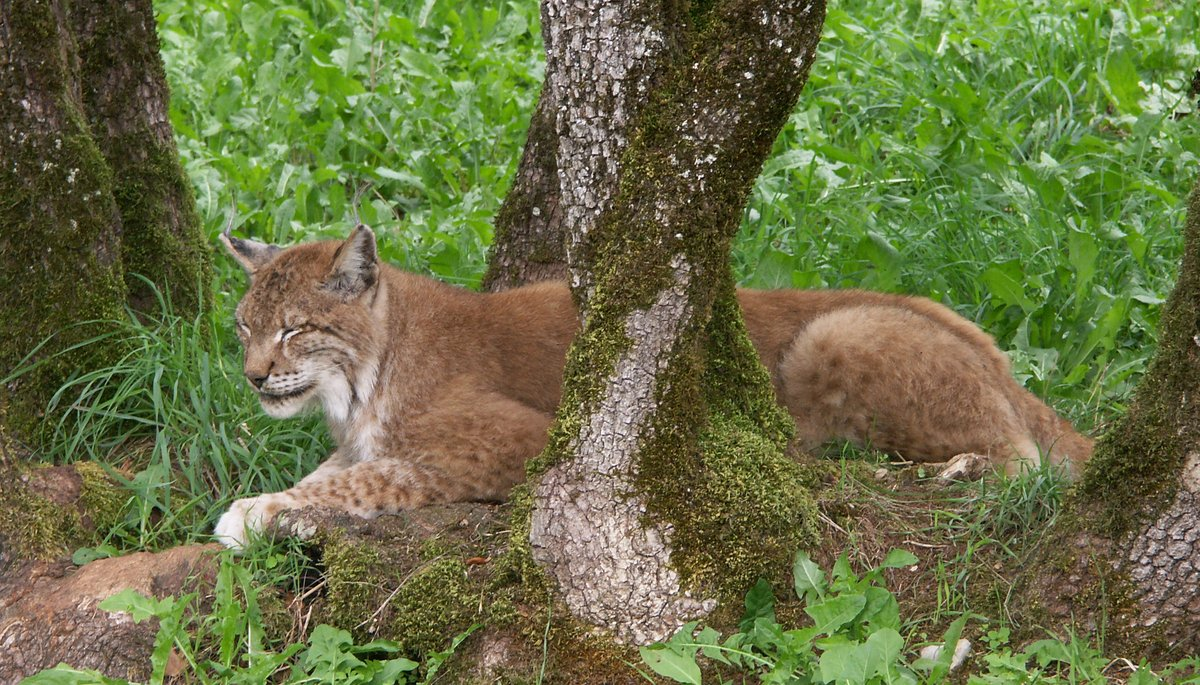
Lynx boréal au parc animalier de Gramat.

Le lynx boréal en France est un animal protégé et l'un des plus grands prédateurs du pays. Pourtant discret et ne s'attaquant jamais à l'homme, il a été piégé depuis le XIVe siècle puis totalement éradiqué au XIXe siècle. Revenant naturellement ou ayant été réintroduit, le lynx boréal commence à recoloniser la France.

## Historique

### Présence passée
Le lynx était présent partout en Europe. La chasse du lynx commence au XVIe siècle en Europe et s'intensifie au XVIIIe. L’intensification de la chasse fut menée par la démocratisation des armes à feu, l’accroissement des populations réduisant l’espace disponible pour le lynx, et la favorisation de la chasse par l’obtention de primes de l’État pour supprimer la vermine.
Le lynx disparaît des forêts et des plaines après le Moyen Âge et il est éliminé du bassin parisien au XVIe siècle. Sa disparition totale survient en France au XXe siècle, après avoir disparu des Vosges en 1650, du massif central en 1875, du Jura en 1885, des Pyrénées en 1917 (un lynx tué dans le massif du Canigou) puis des Alpes en 1928 (un lynx tué dans le Queyras). Mais le lynx pourrait n'avoir disparu des Pyrénées qu'à la fin des années 1990 : 4 lynx ont été piégés en Béarn par le célèbre chasseur d'ours Toussaint Saint Martin entre 1919 et 1936 (cité par le Dr Couturier) ; un lynx aurait été abattu par des chasseurs d'isards en haute vallée d'Ossau dans le secteur du pic de Lurien (1957) (animal identifié par le garde-chasse fédéral Pierre Fourcade). En 1976, Henri Navarre photographie en vallée d'Aspe une empreinte fraîche que le Pr F de Beaufort du MNHN rapporte au lynx. D'autres indices de présence seront trouvés entre 1980 et 1996 et validés. La dernière et finalement la seule étude qui ait été menée sur le lynx pyrénéen le fut par le naturaliste pyrénéen Luc Chazel : elle débuta en 1982 et prit fin en 1997.
Le lynx a disparu de l’ouest de l’Europe et des Alpes avant l’ours et le loup, bien qu’il ait été chassé moins intensivement. L’explication réside dans une plus grande sensibilité du lynx face à la destruction de son habitat et à la diminution des effectifs de ses proies naturelles.
En France, il est réintroduit dans les Vosges. Mais nombre d'entre eux proviennent sans doute d'Allemagne et de Suisse. Il y aurait environ une centaine d'animaux dans les Vosges et le Jura. Il réapparaît aussi dans les Alpes de manière passive (arrivée d'individus de Suisse) et dans les Ardennes. En 2006, il y aurait moins de deux cents animaux sur les trois massifs.
Son aire vitale est étendue et souvent de plus en plus fragmentée par des routes (60 % environ des causes de mortalités connue de cet animal dans les Vosges et le Jura sont dues au collisions avec des véhicules,).

### Présence actuelle

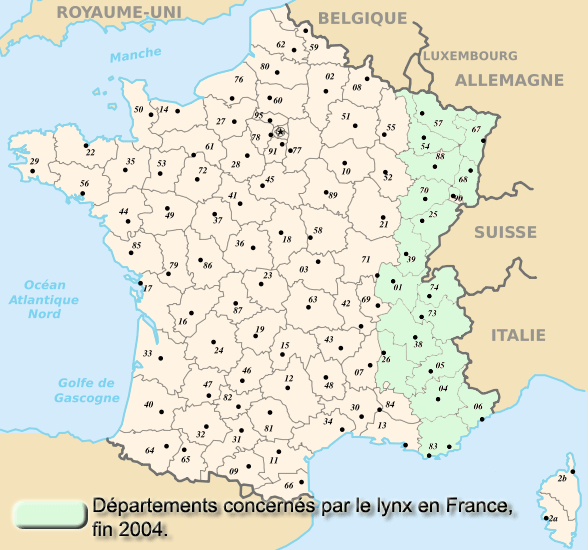
Le lynx en France.

Le lynx boréal est revenu naturellement dans les Alpes (pour l'instant surtout le Nord des Alpes françaises) et le Jura (à la suite d'opérations de réintroduction effectuées en Suisse) et a été réintroduit dans les Vosges.
À la fin de 2004, la population française était estimée entre 135 et 180 animaux, la tendance étant à l'augmentation à la fois numérique et pour ce qui est des territoires occupés.
- Le massif du Jura représente le noyau principal de population avec 85 à 100 individus. Le dernier décompte de population publié par l'ONCFS pour les années 2002-2004 montre que celle-ci croît plus doucement que sur les périodes 1996-1998 et 1999-2001. La colonisation de nouveaux territoires se produit essentiellement sur la partie Nord de l'aire de répartition, probablement parce que la partie Sud est déjà occupée[4].
- Dans les Vosges (Massif des Vosges), 30 à 40 animaux ont été décomptés entre 2002 et 2004. Constitué à partir d'un faible nombre de fondateurs, la population se répand vers le nord et l’ouest au même rythme que pour la période 1996-1998. Quelques indices de présence semblent montrer un début de jonction démographique entre les populations vosgiennes et jurassiennes[4].
- Dans les Alpes, 20 à 40 animaux représentent la colonisation la plus récente. Des contacts avec la population jurassienne sont notés ; la colonisation est active, bien qu'encore incertaine quant à la superficie dans le sud de l'aire de répartition[4]. Des signes de reproduction se multiplient, avec une naissance confirmée en 2020 et deux nouvelles en octobre 2023, toutes trois indiquées par le parc naturel régional du Massif des Bauges[8].

Dans le Jura (Massif du Jura), le lynx a reconstitué un noyau de population dont l'effectif semble stable, malgré les menaces qui pèsent sur sa survie et son habitat. Il est devenu avec le grand Tétras un des indicateurs de qualité des forêts et parfois le symbole d'une volonté de réparer les dégâts environnementaux. En novembre 2023, la préfecture de Haute-Saône confirme qu'une femelle lynx s'est reproduite, se félicitant d'un « signal positif de la santé et de la préservation des espaces naturels de Haute-Saône ».

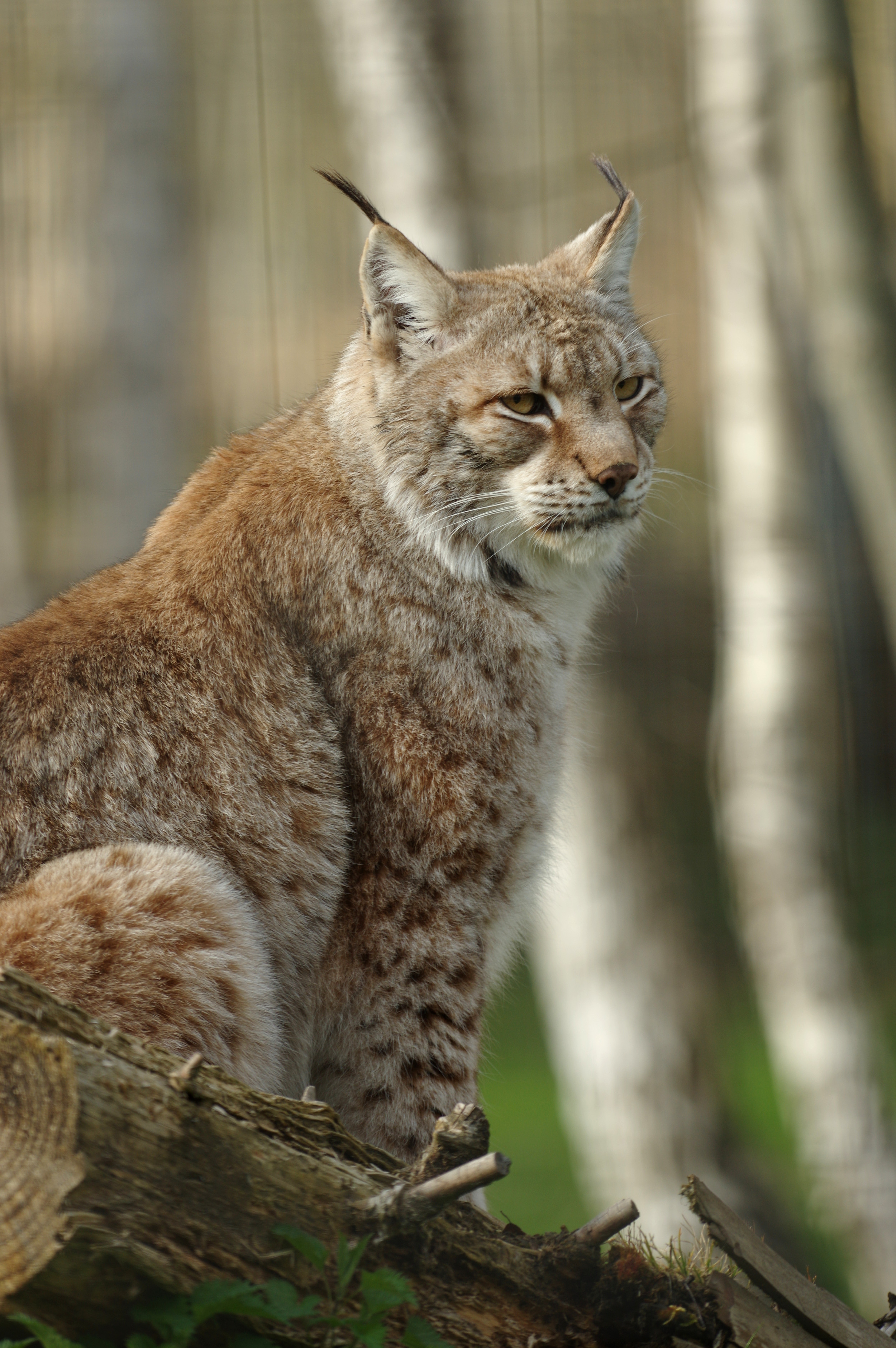
Un Lynx d'Europe (Lynx lynx lynx) au Lumigny Safari Reserve.

Dans les Vosges, les derniers lynx auraient été tués au début du XVIIe siècle, ou ont été victimes de la déforestation, de la raréfaction de leur nourriture (les grands mammifères ont fortement régressé après la Révolution française) pour ne retrouver des populations importantes qu'à la fin du XXe siècle. Le projet vosgien de réintroduction a été lancé en 1983, avec la création d'un noyau de population complémentaire de celle qui s'était déjà reconstituée dans le proche Jura. De 1983 à 1993 ce sont 12 mâles et 9 femelles qui ont été relâchés. En 2006, on estime qu'il y aurait 30 à 40 individus dans la région, sur environ 2 000 km2 (densité : 1,5 à 2 lynx/100 km2). La population vosgienne se reconstitue très lentement. Elle semble plus fragile et vulnérable que la population jurassienne, notamment en raison d'un braconnage persistant, des risques liés à la chasse ou à la circulation automobile.
Dans le Beaujolais, une observation visuelle sérieuse d'un lynx était enregistrée le 1er mars 2011 sur la commune de Vaux-en-Beaujolais. Après plusieurs jours d'investigations, en liaison avec un éleveur dont un agneau a été tué et un chasseur, la présence du lynx a été confirmée dans le département du Rhône par la prise de photographies. En effet, en 2022, un lynx a été filmé sur la commune de Lamure-sur-Azergues, confirmant de nouveau sa présence dans le Beaujolais.
Dans les Pyrénées, le débat sur la présence ou non du félin dans les Pyrénées semble relancé depuis quelques années. Pour certains, l'animal serait encore présent; malgré tout, avec les moyens modernes dont nous disposons aujourd'hui, nous n'avons pas de témoignages sérieux. Des indices de sa présence seraient à prendre au sérieux sur l'Aude et l'Ariège,.

## Réintroduction

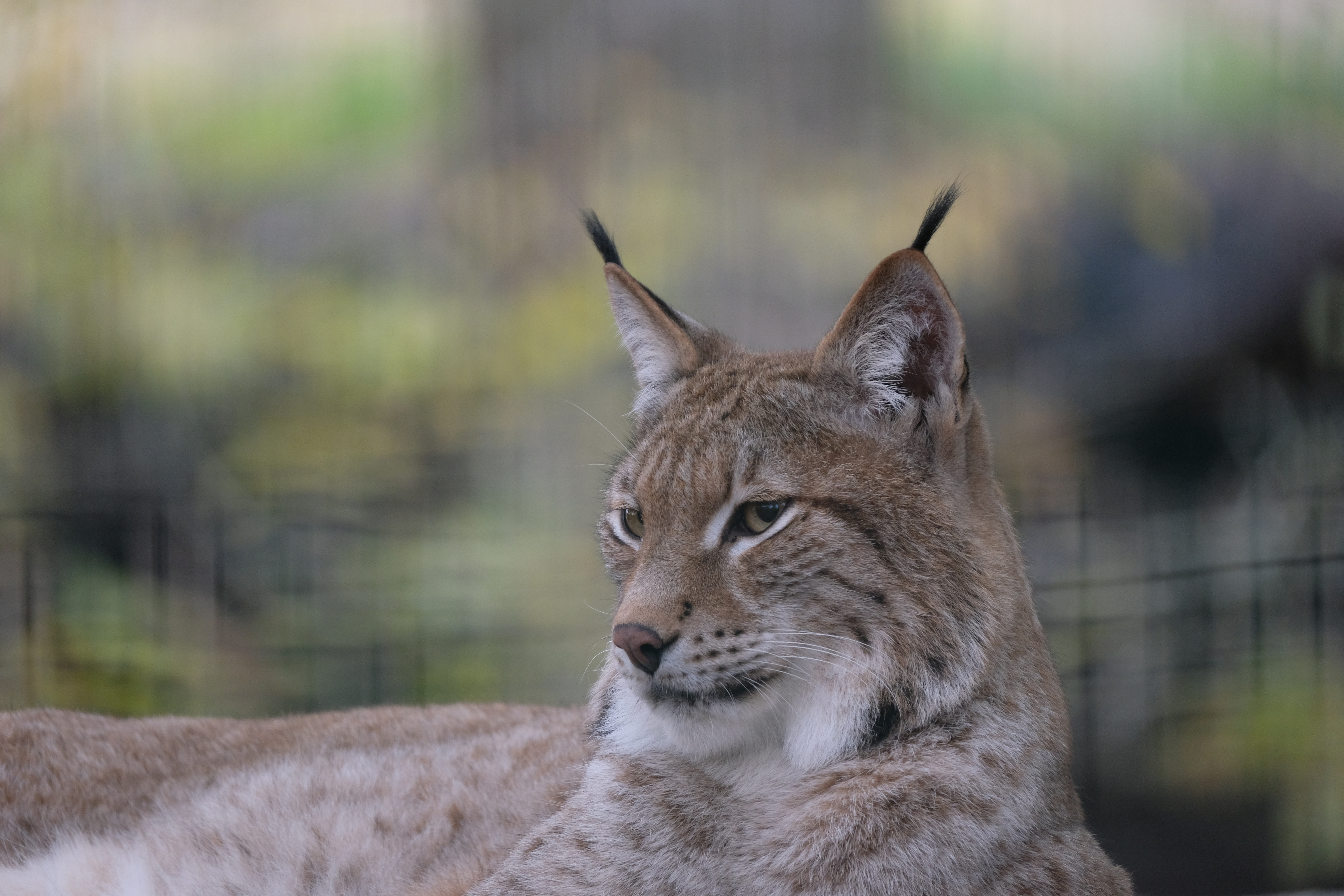
Tête de lynx de trois-quarts au parc animalier de Sainte-Croix.

Dès le début des années 1970, des lynx ont été réintroduits dans le Jura et les Alpes suisses, puis dans les années 1980, dans les Vosges, le Jura et les Alpes françaises. En France, le suivi des populations de lynx est effectué par le réseau Lynx qui relève les indices de présence du félin. En Suisse, des captures ont lieu pour déplacer les individus à problème.
Pour capturer des lynx à des fins de réintroduction, les scientifiques utilisent la tendance des félins à emprunter toujours les mêmes passages. Une cage à deux portes coulissantes est placée de telle manière que le félin puisse voir sa piste au-delà du piège, sur un chemin fréquemment utilisé. Le lynx est souvent capturé au début ou à la fin de l’hiver, il subit ensuite une période de quarantaine avant d’être relâché, de préférence en couple, à la belle saison. Les individus capturés sont souvent des jeunes, généralement des mâles.

## Menaces
Le rétrécissement de son habitat, le braconnage et les collisions avec des voitures sont les principales menaces qui pèsent sur le lynx en France.
Dans le Jura, la population de lynx est menacée par un taux de consanguinité trop élevé qui augmente les risques de transmission de maladies héréditaires et de malformations. La diversité génétique de la population est trop faible, ce qui diminue sa résilience face aux changements environnementaux brutaux. En 2023, les scientifiques estiment que sans mesures concrètes qui favoriseraient la connectivité entre les territoires et protègeraient l'animal ainsi que son habitat, l'espèce risque de s'éteindre dans la région en moins de 30 ans.
Un "tourisme du lynx" se développant progressivement autour de l'animal, les associations de protections s'inquiètent aussi du dérangement généré,  particulièrement durant la période d'accouplement.

## Protection
En 2009, le lynx boréal en France a été placé dans la catégorie « espèce en danger » par l'IUCN.
En France, le lynx boréal bénéficie d'une protection totale depuis l'arrêté ministériel du 17 avril 1981 relatif aux mammifères protégés sur l'ensemble du territoire. Il est donc interdit de le détruire, le mutiler, le capturer ou l'enlever, de le perturber intentionnellement ou de le naturaliser, ainsi que de détruire, altérer ou dégrader son milieu. Qu'il soit vivant ou mort, il est aussi interdit de le transporter, colporter, de l'utiliser, de le détenir, de le vendre ou de l'acheter. En France, le braconnage d'un lynx est puni de 150 000 euros d'amende et de 3 ans d'emprisonnement.
Le félin fait également partie des « espèces déterminantes » qui doivent être retenues pour l'élaboration du maillage des corridors biologiques à protéger, restaurer et gérer pour construire la trame verte et bleue régionale. Le lynx est ainsi déterminant en Auvergne, en région Centre-Val de Loire ou en Occitanie.